# Парі Паскаля

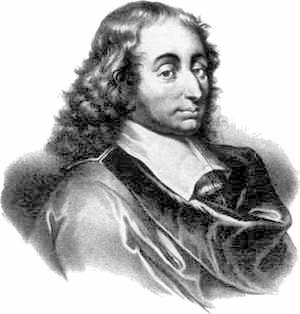
Блез Паскаль

Парі Паскаля — запропонований математиком і філософом Блезом Паскалем напівжартівливий аргумент для демонстрації раціональності релігійної віри. Це фрагмент міркувань, що міститься в посмертно виданій праці «Думки про релігію й інші предмети» (фр. Pensees sur la religion et sur quelques autres sujets), написаної в 1657–1658 роках (у перекладах назву часто скорочують до «Думки»).

## Суть міркувань
Паскаль для обґрунтування внутрішнього відношення до релігії запропонував скористатися теорією ігор, яка заснована на теорії імовірностей. Він міркував:

Бог є чи ні. На який бік ми схилимося? Розум тут нічого вирішити не може. Нас розділяє нескінченний хаос. На краю цієї нескінченності розгортається гра, результат якої невідомий. На що ви будете ставити?

На що потрібно робити життєву ставку — на релігію чи на атеїзм? Для пошуку відповіді Паскаль припустив, що шанси існування або відсутності Бога приблизно рівні чи, принаймні, скінченні. Тоді можливі два варіанти:
1. Жити без віри украй небезпечно, тому що можливий «програш» у випадку існування Бога нескінченно великий — вічні муки. Якщо ж його не існує, то ціна «виграшу» невелика — безвір'я нам нічого не дає і від нас нічого не вимагає. Реальним виграшем атеїстичного вибору буде зменшення видатків на розмір витрат на релігійні обряди.
2. Жити за канонами віри безпечно, хоча і трішки важче через піст, всілякі обмеження, обряд та пов'язані з цим витрати коштів і часу. Ціна «програшу» у випадку відсутності Бога невелика — витрати на обряди. Зате можливий «виграш» у випадку існування Бога нескінченно великий — порятунок душі, вічне життя.

Відповідно до теорії ігор, при прийнятті рішень на користь одного з варіантів дій (ставок, подій), що відбуваються з різною імовірністю, для порівняння і кількісної оцінки потрібно помножити можливий приз (виграш, премію, результат) на імовірність цієї події. Яка ж оцінка розглянутих варіантів?
1. При множенні нехай навіть великої імовірності, що Бог не існує, на невелику цінність призу виходить величина, можливо, і велика, але завжди скінченна.
2. При множенні будь-якої скінченної, навіть дуже малої, імовірності, що Бог зробить людині милість за доброчесну поведінку, на нескінченно велику цінність призу виходить нескінченно велика величина.

Паскаль робить висновок про те, що другий варіант кращий, і що безглуздо хапатися за скінченні величини, якщо можна придбати нескінченні:

Чим ви ризикуєте, зробивши такий вибір? Ви станете вірною, чесною, уклінною, вдячною, доброчинною людиною, здатною до щирої, справжньої дружби. Так, зрозуміло, для вас будуть закриті низинні насолоди — слава, хтивість, — але хіба ви нічого не одержите натомість? Кажу вам, ви багато виграєте навіть у цьому житті, і з кожним кроком по обраному шляху усе очевиднішим буде для вас виграш і усе більш незначним те, від чого ви відмовились поставивши на беззаперечне і нескінченне, нічим при цьому не пожертвувавши.

## Критичні зауваження
На парі Паскаля посилаються або його аналізують багато релігійних книг та видань. Вільям Джеймс, американський представник філософії прагматизму, висунув одне з перших заперечень проти аргументу Паскаля. Це заперечення не стільки проти релігії, скільки проти того, щоб сприймати парі Паскаля як аргумент на користь конкретної релігії. Згідно з Джеймсом, «Парі» не може бути доказом існування Бога, оскільки обґрунтовує віру в будь-яку релігію, що обіцяє вічне потойбічне життя. При цьому не обґрунтовується, які з безлічі релігій і культів дійсно вірні. Якщо немає критерію вибору релігії, то можна і помилитися при виборі у що вірити, кому молитися. А віра в помилкову релігію може дати той же кінцевий результат, що і невір'я в жодну з релігій.
З думками Джеймса перегукується відома фраза про те, що «не можна потрапити в Рай однієї релігії, не потрапивши в Пекло всіх інших». Для більшої коректності умов парі Паскаля і висновків, необхідно ввести в умову перелік додаткових реальних варіантів і їхніх наслідків. Крім віри у визначений варіант християнського Бога і невір'я атеїста, є ще можливість віри в інших богів, наприклад, в Перуна. Якщо цей варіант є третім і рівноправним, тоді християнська віра може призводити до безкрайнього програшу: якщо «правильною» релігією виявиться язичництво, тоді добропорядного християнина очікує пекло.
Президент «Християнського науково-аполегетичного центру» Сергій Головін вважає, що парі Паскаля не будить віру в Бога, але спонукає його шукати і знаходити.
Релігійне видання Got Questions вважає, що парі Паскаля хоч і є прикладом цікавої філософської думки, проте не повинно використовуватись в християнській апологетиці, бо не відповідає Біблії, за якою знання про Бога є очевидними, звичайні розмірковування призводять до пізнання Бога, хоча і не повного. Віра в Христа немає нічого спільного з оцінкою співвідношення ризику та винагороди.
Для використання згаданого в парі засобу з теорії ігор потрібно заздалегідь знати імовірності виграшів/програшів та хоча б деякі граничні умови, а вони заздалегідь невідомі. Будь-який вибір може призвести до нескінченно великого виграшу або нескінченно великого програшу, оскільки неможливо довідатися, як саме улаштоване «потойбічне життя» і чи існує воно. Ричард Докінс відзначає, що парі Паскаля засновано на припущенні, що Бога тішить віра в нього і він готовий це винагородити. У рамках умови парі це якраз припущення, а не визначена умова. Таким чином, навіть якщо припустити існування Бога, з цього ще не випливає, що вірянин обов'язково отримає нагороду. Можливо, існує божество, що нескінченно винагороджує саме атеїстів. Можливо, що боги, які конфліктують між собою, досить терпимо ставляться до тих, хто при житті не вибрав нікого. Навіть якщо припустити винагороду вірян, то немає гарантій, що приз буде мати нескінченно велику цінність. Таким чином, умови парі не гарантують, що вірянин дійсно перебуває у вигіднішому положенні, ніж невіруючий. Припущення, що реакція християнського Бога заздалегідь відома, безпосередньо суперечить біблійному твердженню про неможливість пізнання божественного задуму.
Послідовний підхід, що випливає з парі Паскаля, може призводити й до інших результатів. Наприклад, легко показати, що вірити вигідніше в суворого (жорстокого), а не милосердного бога. Хід думки може бути наступним:
Вірячи в суворого бога, ми нічим не ризикуємо, навіть якщо він виявиться милосердним. Водночас відсутність страху перед милосердним небезпечна, тому що він може виявитись суворим.
Згідно з Я. М. Хількевичем, точно так само можуть обґрунтовуватись і будь-які забобони:
Краще вже посидіти перед дорогою, постукати по дереву, сплюнути через ліве плече та обходити чорних кішок і людей з порожніми відрами виходячи з будинку. Гірше від цих дій нікому не стане, а нам, можливо, удача буде.
На підставі подібних міркувань можна зробити висновок, що парі Паскаля не є остаточним доказом будь-чого. Парі не оцінює істинність або хибність того чи іншого твердження. Робиться лише припущення можливості події, нехай навіть з мінімальною ймовірністю. Це, скоріше, пояснення панівної лінії поведінки при прийнятті рішень у ситуаціях з невизначеними умовами.
Але треба враховувати повсякденну практичність підходу, застосованого в парі Паскаля. Така «стратегія гри» — одне з об'єктивних джерел для будь-якої віри чи забобону, що обіцяють можливість одержати набагато більше за понесені витрати або щось корисне взагалі без витрат.